# Jembropsis nigriceps
Jembropsis nigriceps är en insektsart som beskrevs av Matsumura 1940. Jembropsis nigriceps ingår i släktet Jembropsis och familjen spottstritar. Inga underarter finns listade i Catalogue of Life.